# Iona (Florida)
Iona és una concentració de població designada pel cens dels Estats Units a l'estat de Florida. Segons el cens del 2000 tenia 11.756 habitants.

## Demografia
Segons el cens del 2000, Iona tenia 11.756 habitants, 6.023 habitatges, i 3.740 famílies. La densitat de població era de 636,6 habitants/km².
Dels 6.023 habitatges en un 11,2% hi vivien nens de menys de 18 anys, en un 54,9% hi vivien parelles casades, en un 5,1% dones solteres, i en un 37,9% no eren unitats familiars. En el 31,4% dels habitatges hi vivien persones soles el 17% de les quals corresponia a persones de 65 anys o més que vivien soles. El nombre mitjà de persones vivint en cada habitatge era d'1,95 i el nombre mitjà de persones que vivien en cada família era de 2,36.
Per edats la població es repartia de la següent manera: un 10,2% tenia menys de 18 anys, un 3,6% entre 18 i 24, un 17,6% entre 25 i 44, un 29,1% de 45 a 60 i un 39,5% 65 anys o més.
L'edat mediana era de 59 anys. Per cada 100 dones de 18 o més anys hi havia 90,2 homes.
La renda mediana per habitatge era de 37.091 $ i la renda mediana per família de 46.250 $. Els homes tenien una renda mediana de 34.740 $ mentre que les dones 25.683 $. La renda per capita de la població era de 33.937 $. Entorn del 5,9% de les famílies i el 10% de la població estaven per davall del llindar de pobresa.

## Poblacions més properes
El següent diagrama mostra les poblacions més properes.